# Grand River (Missouri)
Der Grand River ist ein Fluss im Süden des US-amerikanischen Bundesstaates Iowa und im Norden des angrenzenden Missouri. Der Fluss ist über den Missouri River Bestandteil des Stromgebiets des Mississippi. Der größte Nebenfluss ist der von links einmündende längere Thompson River, der auch als East Grand River bezeichnet wird.  

## Ortschaften und Countys am Grand River (in Flussrichtung)
Ortschaften:
- Arispe (IA)
- Shannon City (IA)
- Diagonal (IA)
- Benton (IA)
- Redding (IA)
- Darlington (MO)
- Jameson (MO)
- Gallatin (MO)
- Utica (MO)
- Chillicothe (MO)
- Brunswick (MO)

Countys:
- Union County (IA)
- Ringgold County (IA)
- Worth County (MO)
- Gentry County (MO)
- Daviess County (MO)
- Livingston County (MO)
- Carroll County (MO)
- Chariton County (MO)

## Namensvarianten
- West Fork Grand River
- West Grand River